# Vera Faddéyeva
Vera Nikoláyevna Faddéyeva (en ruso: Вера Николаевна Фаддеева; 1906–1983) fue una matemática soviética procedente de una familia de matemáticos.
Faddéyeva publicó algunos de los primeros trabajos sobre álgebra lineal. Su obra Métodos numéricos de álgebra lineal, publicada en 1950, fue muy apreciada y le valió el Premio Estatal de la Unión Soviética. Entre 1962 y 1975, escribió numerosos artículos de investigación junto con su marido, Dmitri Konstantínovich Faddéyev.

## Biografía
Vera Nikoláyevna Zamiátina (del ruso: Вера Николаевна Замятина) nació el 20 de septiembre de 1906 en Tambov (Rusia).
Comenzó sus estudios superiores en 1927 en el Instituto Pedagógico Estatal de Leningrado, y en 1928 ingresó en la Universidad Estatal de Leningrado. Se graduó en 1930, y el mismo año se casó con el también matemático Dmitri Konstantínovich Faddéyev y empezó a trabajar en la Oficina de Pesos y Medidas de Leningrado. Entre 1930 y 1934, trabajó en el Instituto de Ingeniería Hidráulica de Leningrado y, de forma simultánea entre 1933 y 1934, fue asistente de investigación en el Instituto Sismológico de la Academia de Ciencias de la Unión Soviética. Entre 1935 y 1938, realizó investigaciones bajo la supervisión de Borís Grigórievich Galiorkin en el Instituto de Construcción de Leningrado. En 1938, regresó al Instituto Pedagógico para completar sus estudios de doctorado. En 1942, ingresó en el Instituto Steklov de Matemáticas de Leningrado como asistente de investigación, pero tuvo que huir de la ciudad durante la asedio alemán de Leningrado. Vivió en Kazán con su familia hasta que el asedio hubo terminado y ellos pudieron obtener sus permisos como académicos de regreso. En 1946, completó su tesina Sobre un problema y la envió al Departamento de Física Matemática de la Universidad Estatal de Leningrado. La tesina fue aceptada, y ella recibió el título de candidata de ciencias, paso previo al doctorado.
En 1949, publicó El método de líneas aplicado a algunos problemas de frontera y Sobre funciones fundamentales del operador X{IV}. Al año siguiente, publicó un libro junto con un colega, Mark Konstantínovich Gavurin, que consistía en una serie de tablas de funciones de Bessel, y su obra más célebre, Métodos numéricos de álgebra lineal, que fue una de las primeras de su clase. El libro describió el álgebra lineal, proporcionó métodos para resolver ecuaciones lineales y la inversión de matrices y explicó la computación de raíces cuadradas y vectores propios y valores propios de una matriz.
Faddéyeva siguió trabajando en el Instituto Steklov hasta su jubilación. En 1951, fue nombrada directora del Laboratorio de Cómputos Numéricos. Esta unidad estaba basada en otra unidad establecida en la Universidad Estatal de Leningrado por Gavurin junto con Leoníd Vítalievich Kantoróvich en 1948. Métodos numéricos fue muy influyente, y le valió un Premio Estatal de la Unión Soviética. Entre 1962 y 1974, ella y su marido compilaron un resumen de la evolución que se había ido desarrollando en el área del álgebra lineal, obra que se acabó publicando en 1975. El último artículo de Faddéyeva, preparado en 1980 para una conferencia en Varsovia, se tituló Métodos numéricos de álgebra lineal en formulación computacional y se publicó de forma póstuma en 1984.

## Muerte y legado
Faddéyeva falleció el 15 de abril de 1983 en Leningrado (Rusia). Es recordada como una prominente matemática rusa del siglo XX, especializada en álgebra lineal.